# Triodopsis occidentalis
Triodopsis occidentalis es una especie de molusco gasterópodo de la familia Polygyridae en el orden de los Stylommatophora.

## Distribución geográfica
Es endémica de Estados Unidos. 